# 3% (1.ª temporada)
A primeira temporada de 3%, série brasileira de drama e ficção científica da Netflix, estreou em 25 de novembro de 2016 com 8 episódios. A série foi desenvolvida por Pedro Aguilera e a direção foi de César Charlone, Daina Giannecchini, Jotagá Crema e Dani Libardi. A série foi oficializada no segundo semestre de 2015.
A série conta com João Miguel, Bianca Comparato, Michel Gomes, Rodolfo Valente, Vaneza Oliveira, Rafael Lozano e Viviane Porto.

## Sinopse
Em um futuro pós-apocalíptico, o planeta é um lugar devastado. Num lugar do Brasil, a maior parte da população sobrevivente mora no Continente, um lugar miserável, decadente e escasso de recursos. Aos 20 anos de idade, todo cidadão recebe a chance de passar pelo Processo, uma rigorosa seleção de provas físicas, morais e psicológicas que oferece a chance de ascender ao Maralto, uma região onde tudo é abundante e as oportunidades de vida são extensas. Entretanto, somente 3% dos inscritos chegarão até lá.

## Elenco e personagens

### Principal
- João Miguel como Ezequiel (8 episódios)
- Bianca Comparato como Michele Santana (8 episódios)
- Michel Gomes como Fernando Carvalho (8 episódios)
- Rodolfo Valente como Rafael Moreira (8 episódios)
- Vaneza Oliveira como Joana Coelho (8 episódios)
- Rafael Lozano como Marco Álvares (4 episódios)
- Viviane Porto como Aline (8 episódios)

#### Participações especiais
- Mel Fronckowiak como Júlia (2 episódios)
- Sérgio Mamberti como Matheus (8 episódios)
- Zezé Motta como Nair (8 episódios)
- Celso Frateschi como O Velho (8 episódios)

### Elenco de apoio
- Luciana Paes como Cássia (7 episódios)
- Leonardo Garcez como Daniel (6 episódios)
- Roberta Calza como Ivana (3 episódios)
- Clarissa Kiste como Luciana (6 episódios)
- Ediane Sousa como Camila (5 episódios)
- Júlio Silvério como Otávio (6 episódios)
- Danilo Mesquita como Alexandre Nogueira (2 episódios)
- Cacá Ottoni como Carolina Guimarães (1 episódio)
- Gabriel Calamari como André Santana (1 episódio)
- Rita Batata como Denise (6 episódios)
- Thiago Amaral como Álvaro (5 episódios)
- Luana Tanaka como Ágata (5 episódios)
- César Gouvêa como César (5 episódios)
- Geraldo Rodrigues como Geraldo (5 episódios)

## Produção
Em 11 de março de 2016, a Netflix anunciou o início das gravações da série, no estado de São Paulo, no Brasil. Em 10 de outubro de 2016, a Netflix divulgou a data de estreia e um teaser da série, junto com imagens do elenco.

## Episódios
| N.º na série | N.º na temp. | Título                  | Dirigido por                      | Escrito por                                                   | Lançamento             |
| --- | ------------ | ----------------------- | --------------------------------- | ------------------------------------------------------------- | ---------------------- |
| 1 | 1            | "Capítulo 01: Cubos"    | César Charlone                    | Pedro Aguilera                                                | 25 de novembro de 2016 |
| Em um futuro distante, a maioria da população vive na pobreza (o Continente), enquanto os que estão no Maralto vivem em um paraíso virtual. Todos os anos, cada pessoa que completa 20 anos de idade tem uma chance de ir para o Maralto através de uma série de testes chamados de "Processo", mas apenas 3% conseguem. Michele é uma delas, que vai com sua melhor amiga, Bruna. O chefe do Processo, Ezequiel, é observado por uma mulher do Maralto chamada Aline. A primeira prova é uma entrevista, onde um dos candidatos se suicida quando não passa no teste. Depois de serem colocados em grupos, uma candidata chamada Joana percebe que outro candidato, Rafael, falsificou seu registro. A segunda prova é onde cada pessoa deve montar nove cubos de vários blocos. Rafael trapaça, roubando um cubo de outro candidato, mas Ezequiel o deixa continuar no Processo. Michele consegue montar apenas oito cubos, mas um candidato em uma cadeira de rodas, chamado Fernando, monta um nono cubo com vários de seus cubos, permitindo que os dois passem na prova. Joana monta onze cubos. Eventualmente, Michele e Bruna são levadas para um lugar isolado dos outros candidatos, pois o Maralto suspeita que um infiltrado de um grupo revolucionário conhecido como "Causa" está entre os candidatos. Michele convence Bruna a atacar a interrogadora, mas Bruna morre ao fazer isso. Os funcionários do Processo deduzem que ela era a infiltrada da Causa. Então, é revelado que a infiltrada é Michele, que cai em lágrimas por deixar sua amiga morrer.                                         |              |                         |                                   |                                                               |                        |
| 2 | 2            | "Capítulo 02: Moedas"   | Daina Giannecchini & Jotagá Crema | Cássio Koshikumo & Denis Nielsen                              | 25 de novembro de 2016 |
| Quando é examinado fisicamente, Fernando descobre que suas pernas podem ser curadas no Maralto, mas diz para Michele que deseja permanecer em sua cadeira de rodas, pois sua vida não seria mais a mesma sem ela. A terceira prova do Processo é uma cena de crime falsa que parece ter acontecido no Maralto. O grupo deve descobrir o que aconteceu. A princípio, parece que a mulher manequim está simplesmente sufocando, mas Fernando acredita que a mulher está sufocando porque foi envenenada. O grupo concorda, mas Rafael mostra que as pistas são enganosas, e que, na verdade, a mulher está tendo uma reação alérgica à prata. Fernando acaba concordando, e eles passam na prova graças a teoria de Rafael. Aline procura Ezequiel, que desaparece no momento de acompanhar a quarta prova. A próxima prova envolve votar em alguém do grupo para ser expulso do Processo. Os que forem escolhidos para ficar têm que pegar moedas para provar que ficarão. Apesar dos argumentos, Marco sugere que eles façam um sorteio com lenços. Quem tirar o lenço mais curto será o que estará fora do Processo. Joana tira o mais curto, mas rouba a moeda de Lucas e acaba passando na prova, fazendo com que ele seja expulso. |              |                         |                                   |                                                               |                        |
| 3 | 3            | "Capítulo 03: Corredor" | Dani Libardi                      | Ivan Nakamura & Denis Nielsen                                 | 25 de novembro de 2016 |
| O grupo deve andar por um corredor escuro juntos, mas um gás que causa alucinações é liberado. Cada um tem uma alucinação diferente, mas Joana consegue acompanhar todos até o outro lado, fazendo com que eles passem na prova. Após serem levados aos seus dormitórios para passarem a noite, Fernando e Michele se beijam. Apesar dos efeitos serem temporários, Ágata continua alucinando, e tenta matar Joana, mas Rafael a impede. Enquanto isso, Ezequiel é mostrado saindo do Processo para ver um menino chamado Augusto, que vive no Continente. Em flashbacks, é revelado que Joana também falsificou seu registro depois de, acidentalmente, matar o filho de um gângster. Rafael percebe seu registro falso, e os dois chantageiam um ao outro. Quando o menino Augusto entra no Processo e é quase pego por Aline, Ezequiel diz para ele nunca mais voltar. Quando todos acordam na manhã seguinte, Joana percebe que as saídas foram bloqueadas, prendendo os candidatos dentro dos dormitórios. |              |                         |                                   |                                                               |                        |
| 4 | 4            | "Capítulo 04: Portão"   | Jotagá Crema                      | Cássio Koshikumo, Ivan Nakamura & Jotagá Crema                | 25 de novembro de 2016 |
| Os candidatos continuam presos nos dormitórios. Enquanto procura uma saída, Marco pensa na história de sua família, pois cada integrante de sua família foi para o Maralto. Ele organiza todos os outros candidatos para conseguirem comida e passarem na prova. Quando todos eles passam, Ezequiel fica incomodado e para de enviar a comida. Eventualmente, Marco e alguns outros homens utilizam objetos do local como armas, para tentarem abrir o portão. Quando percebem que não há saída, eles atacam os outros para roubar suas comidas. Marco mata uma garota no Processo para provar seu poder. Michele e os outros fazem uma barricada contra eles, enquanto Joana encontra Ágata, que morreu de desnutrição. Então, ela sobe pelo respiradouro de onde a comida veio, mas encontra Ezequiel, que diz a ela que ela ainda pode salvar os outros. Joana volta, salvando e libertando os candidatos que Marco tentou atacar. Todos se voltam contra ele e seus homens, matando alguns. O portão se abrem e todos saem. Marco acorda sangrando antes do portão se fechar, e rasteja até ele. No entanto, o portão se fecha exatamente no momento em que Marco passa, presumivelmente matando-o ou deixando-o seriamente mutilado. Enquanto isso, Aline é pega espionando as coisas de Ezequiel. É revelado que Rafael participou do Processo no ano passado mas não passou, então, roubou o registro de seu irmão inconsciente para participar pela segunda vez. Mais tarde, ele revela para Michele que também é um infiltrado da Causa.                                                                  |              |                         |                                   |                                                               |                        |
| 5 | 5            | "Capítulo 05: Água"     | César Charlone                    | Pedro Aguilera                                                | 25 de novembro de 2016 |
| Cinco anos antes do início da série, Ezequiel vira o supervisor principal do 99.º Processo e em diante. Ele é casado com uma supervisora, Julia, que auxilia na primeira prova, a prova da entrevista. Durante a primeira vez de Ezequiel no comando, Julia desqualifica uma candidata que não tinha feito nada de errado—a candidata simplesmente admitiu ter um filho. Mais tarde, ela e Ezequiel monitoram um ataque, onde um menino é visto nas filmagens. Julia cai em lágrimas ao ver o menino, e, mais tarde, revela para Ezequiel que ele é Augusto, o filho que ela abandonou quando passou no Processo. Durante todo o tempo de Ezequiel como supervisor principal, o comportamento de Julia fica cada vez mais estranho, até que ela tenta fugir para o Continente para ver Augusto. Ezequiel a impede e tem seu compromisso com o Centro de Reabilitação e Tratamento, onde ela entra no oceano e se afoga, cometendo o primeiro suicídio da história do Maralto. Então, Ezequiel decide conhecer Augusto, iniciando um relacionamento com o garoto em segredo, que continua até os dias atuais. Ao longo dos flashbacks, os candidatos relaxam na grama da instalação de testes, antes de serem levados para seus quartos individuais. |              |                         |                                   |                                                               |                        |
| 6 | 6            | "Capítulo 06: Vidro"    | Daina Giannecchini & Dani Libardi | Cássio Koshikumo, Denis Nielsen, Ivan Nakamura & Jotagá Crema | 25 de novembro de 2016 |
| Ao receberem seus próprios quartos, as famílias de cada candidato são trazidas, dando aos candidatos uma opção: continuar no Processo, ou desistir e levar uma grande quantidade de dinheiro para casa para sustentar sua família. Michele e Rafael passam; Joana é confrontada por um capanga enviado pelo pai do menino que ela matou, que entrou em seu quarto passando-se por seu pai. Ele diz que ela pode ficar lá e ser morta, ou sair com ele e ficar viva, já que o Processo está oferecendo mais dinheiro do que o preço que foi exigido dela anteriormente. Ela decide ficar, e o homem se revela ser um cidadão do Maralto, que diz que ela passou. Fernando passa por uma experiência inversa, pois seu pai tenta convencê-lo a ficar, mas ele está disposto a ir para casa. Ele decide continuar quando seu pai lhe diz que ele não terá para onde ir se decidir voltar. Os candidatos restantes vão para seus testes finais individuais: Michele deve contar para os pais de Bruna que ela está morta, e mesmo assim, convencê-los a deixar a filha mais nova do casal participar do Processo; Fernando deve projetar um novo teste para o Processo; e Rafael deve procurar a ajuda de outro candidato para apertar dois botões ao mesmo tempo. Todos eles passam; Rafael passa com a ajuda de Fernando, depois de revelar para ele que ele e Michele são infiltrados da Causa. Ezequiel diz para Augusto que não pode mais vê-lo, e Aline concorda em manter o segredo de Ezequiel. Michele abre um ferimento em seu braço, e retira uma pequena cápsula que estava escondida debaixo de sua pele. |              |                         |                                   |                                                               |                        |
| 7 | 7            | "Capítulo 07: Cápsula"  | Daina Giannecchini                | Cássio Koshikumo                                              | 25 de novembro de 2016 |
| Um jantar comemorativo é realizado para os candidatos antes do último passo do Processo, o ritual de "purificação". Michele envenena a bebida de Ezequiel usando o veneno da cápsula que tirou de sua pele, mas ele e Cesar acabam trocando suas taças de vinho, o que faz com que Cesar morra em seu lugar. Sabendo que ele era o verdadeiro alvo, Ezequiel interroga todos os candidatos individualmente, e Rafael, que viu as ações de Michele, joga a cápsula vazia em um vão. Ezequiel e Cássia fazem uma falsa confissão, dizendo que o membro infiltrado da Causa foi capturado, na qual ele denomina Aline como a infiltrada, fazendo-a ser presa como suspeita do assassinato. Em uma última tentativa de provar sua inocência, ela tenta enviar alguns arquivos que incriminam Ezequiel para o conselho, mas Nair se intromete e manda para eles um relatório positivo sobre ele. Michele volta para seu quarto, mas encontra Ezequiel esperando por ela, com a cápsula na mão. |              |                         |                                   |                                                               |                        |
| 8 | 8            | "Capítulo 08: Botão"    | César Charlone                    | Denis Nielsen & Pedro Aguilera                                | 25 de novembro de 2016 |
| Ezequiel diz para Fernando que Michele foi eliminada, então, ele decide sair para encontrá-la. Enquanto isso, a verdade é que Michele está sendo torturada com afogamento e com um pau de arara. Ezequiel diz para ela que a única razão pela qual ele ainda não a matou, é porque ele também era membro da Causa e sabe o que é estar em seus sapatos. Ele também mostra para ela algumas imagens de seu irmão vivo e bem no Maralto, dizendo-lhe que ela foi enganada. Michele finalmente revela onde encontraria o líder da Causa, e ele é preso, enquanto ela ainda é permitida ir para o Maralto. É revelado que o ritual de "purificação" é um procedimento de esterilização para que a herdabilidade seja completamente substituída pela meritocracia. No início, Rafael fica chocado, mas continua mesmo assim, hesitantemente. Joana abandona o Processo quando tem que escolher entre assassinar um membro da quadrilha que está atrás dela ou juntar-se à elite de Ezequiel. Quando sai, ela encontra Fernando e os dois expressam sua frustração com o Processo. Os candidatos aprovados são vistos pela última vez à caminho do Maralto. |              |                         |                                   |                                                               |                        |